# Laryngektomie
Laryngektomie je chirurgické protětí nebo odstranění hrtanu. Může být krátkodobé nebo trvalé.
Trvalá laryngektomie se provádí při rozsáhlých zhoubných nádorech hrtanu. Při operaci je odstraněn celý hrtan postižený zhoubným nádorem, případně i jeho okolí. Operace je prováděna v narkóze, kdy se na přední straně krku provede řez, hrtan se uvolní a úplně odstraní. Vzniklý otvor do hltanu se zašije. Trvalá laryngektomie s sebou nese ztrátu hlasu a stálý otvor do dýchací trubice v přední straně krku, tzv. „slavík“. /tracheostoma/
Tracheostomie - otvor do průdušnice, zabezpečující dýchání s/bez tracheostomické kanyly.
Krátkodobá tracheostomie je prováděna u pacientů, u kterých je potřeba co nejrychleji zajistit průchodnost dýchacích cest, např. při resuscitaci. U krátkodobé tracheostomie je v budoucnu možné zavedení kanyly odstranit a otvor na přední straně krku uzavřít.